# (16856) Banach
(16856) Banach (1997 YE8) – planetoida z pasa głównego asteroid okrążająca Słońce w ciągu 3 lat i 293 dni w średniej odległości 2,43 au. Została odkryta 28 grudnia 1997 roku w Prescott Observatory przez Paula Combę. Nazwa planetoidy pochodzi od Stefana Banacha, polskiego matematyka.